# サッコロンゴ
サッコロンゴ（伊: Saccolongo）は、イタリア共和国ヴェネト州パドヴァ県にある、人口約4,900人の基礎自治体（コムーネ）。

## 地理

### 位置・広がり

#### 隣接コムーネ
隣接するコムーネは以下の通り。
- チェルヴァレーゼ・サンタ・クローチェ
- メストリーノ
- ルバーノ
- セルヴァッツァーノ・デントロ
- テオーロ
- ヴェッジャーノ

### 気候分類・地震分類
サッコロンゴにおけるイタリアの気候分類 (it) および度日は、zona E, 2344 GGである。
また、イタリアの地震リスク階級 (it) では、zona 3 (sismicità bassa) に分類される。